# دير القديسة مريم للقيامة بأبو غوش
دير القديسة مريم للقيامة بأبو غوش  هو دير يدار من قبل الرهبنة البندكتية يقع في قرية أبو غوش  شمال غرب مدينة القدس. تدعي فرنسا ملكية الأرض بموجب امتياز عثماني وتقول إنه تم إضفاء الطابع الرسمي عليه بموجب اتفاقية فيشر شوفيل لعام 1948، والتي لم تصادق عليها إسرائيل.